# Vriesea
Vriesea is met ca. 326 soorten het op een na grootste geslacht van de onderfamilie Tillandsioideae (een onderfamilie in de bromeliafamilie) op het geslacht Tillandsia met circa 866 soorten na. Dit geslacht is nauw verwant aan Tillandsia en kan worden onderscheiden door de aanwezigheid van bloembladaanhangsels bij Vriesea. Het geslacht is door John Lindley vernoemd naar Willem Hendrik de Vriese.
Vriesea komt voor in Midden- en Zuid-Amerika, voornamelijk in de tropische regenwouden van Brazilië. Sommige soorten, zoals de Vriesea splendens, zijn veel geteelde kamerplanten. Vriesea-soorten zijn trechterbromelia's en zijn voornamelijk epifyten. De bladeren groeien in een rozet en overlappen zodat er een trechter voor het verzamelen van water ontstaat. De vaak roze, rode of gele bloeiwijze is een pluim van schutbladeren waaruit bloemen ontstaan. De meeste soorten bloeien langdurig. De bloeiwijze kan enkel of vertakt zijn.

## Enkele soorten
| - Vriesea barilletii - Vriesea bituminosa - Vriesea bleherae - Vriesea carinata - Vriesea corcovadensis - Vriesea duvaliana - Vriesea ensiformis - Vriesea fenestralis - Vriesea friburgensis - Vriesea fulgida - Vriesea gigantea - Vriesea hieroglyphica | - Vriesea incurvata - Vriesea oxapampae - Vriesea platynema - Vriesea psittacina - Vriesea regina - Vriesea regnellii - Vriesea rex - Vriesea rodigasiana - Vriesea saundersii - Vriesea simplex - Vriesea splendens - Vriesea tessellata |

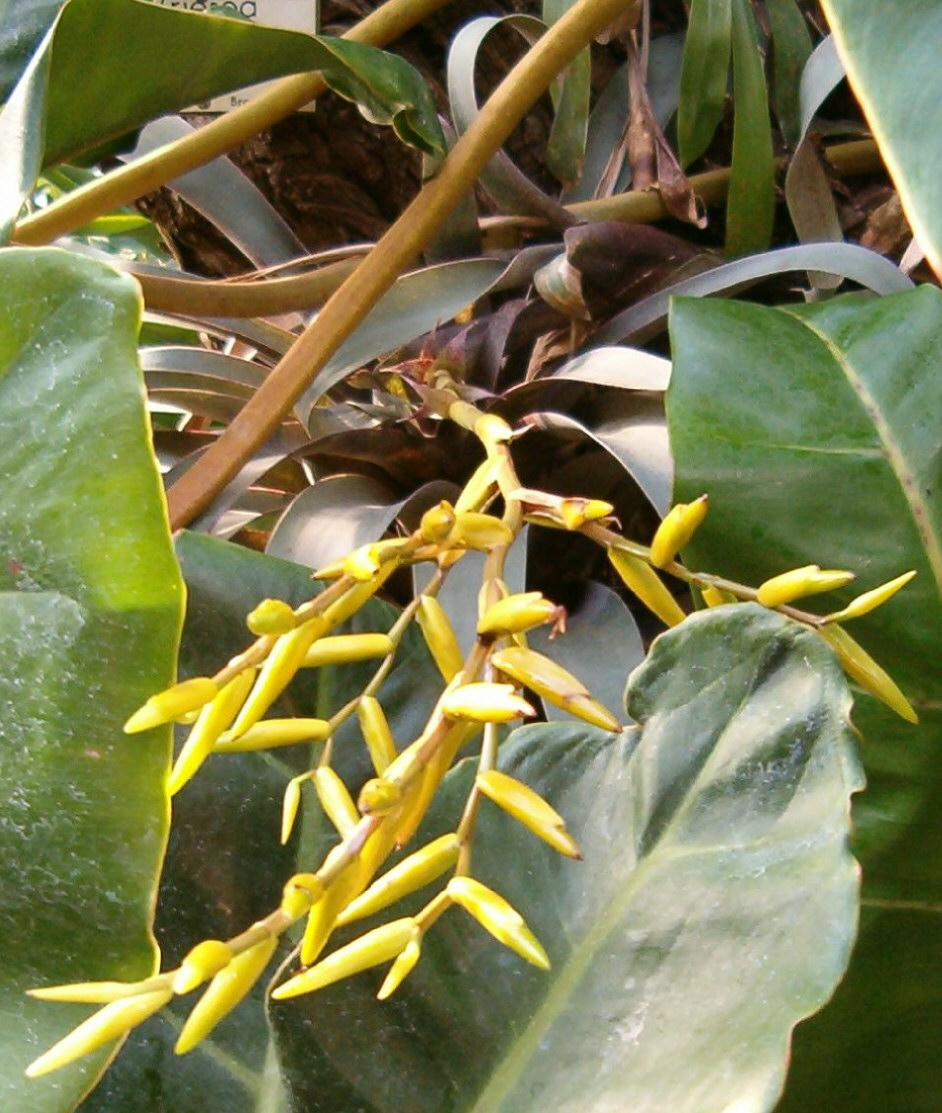
Vriesea saundersii
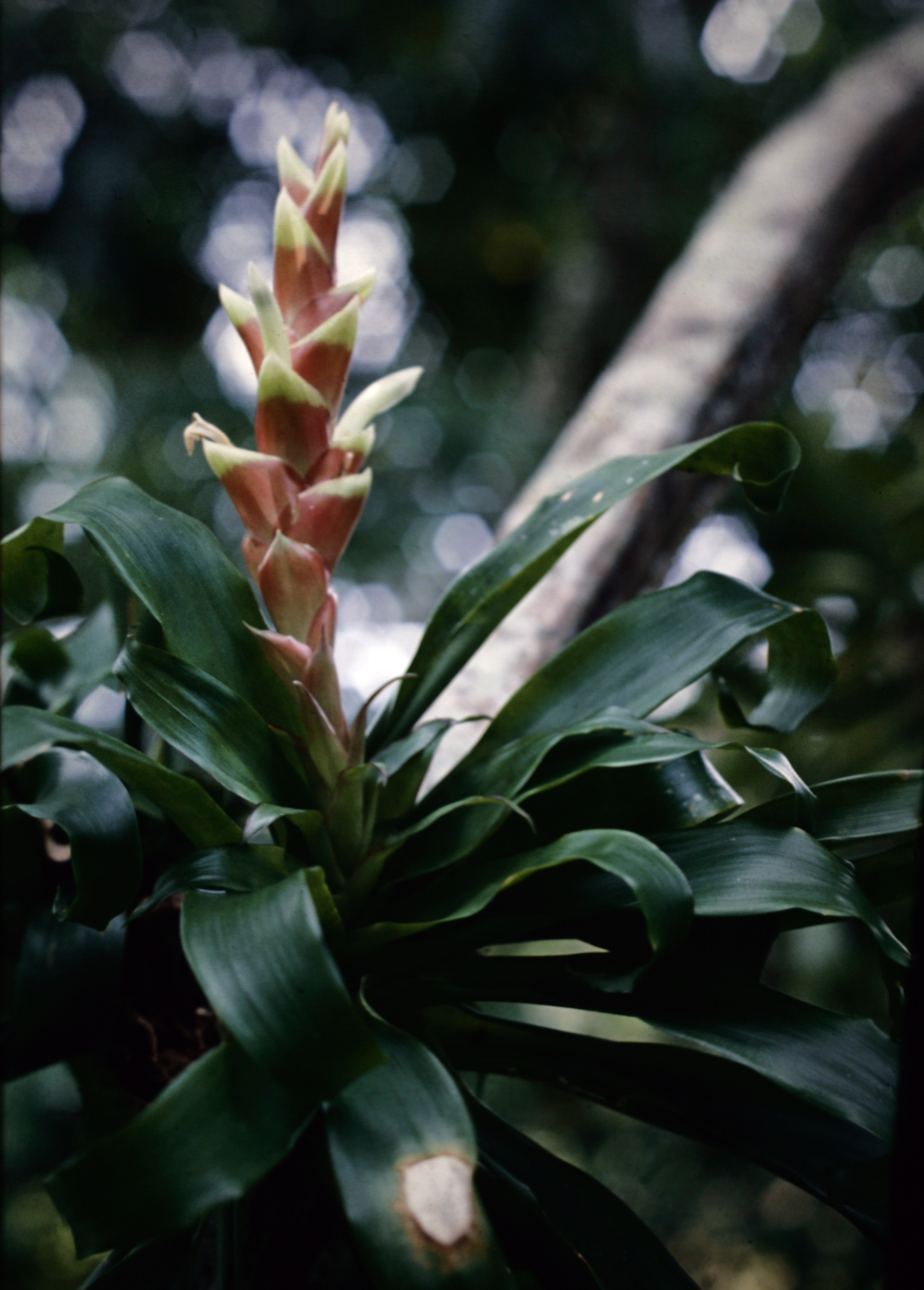
Vriesea heliconioides
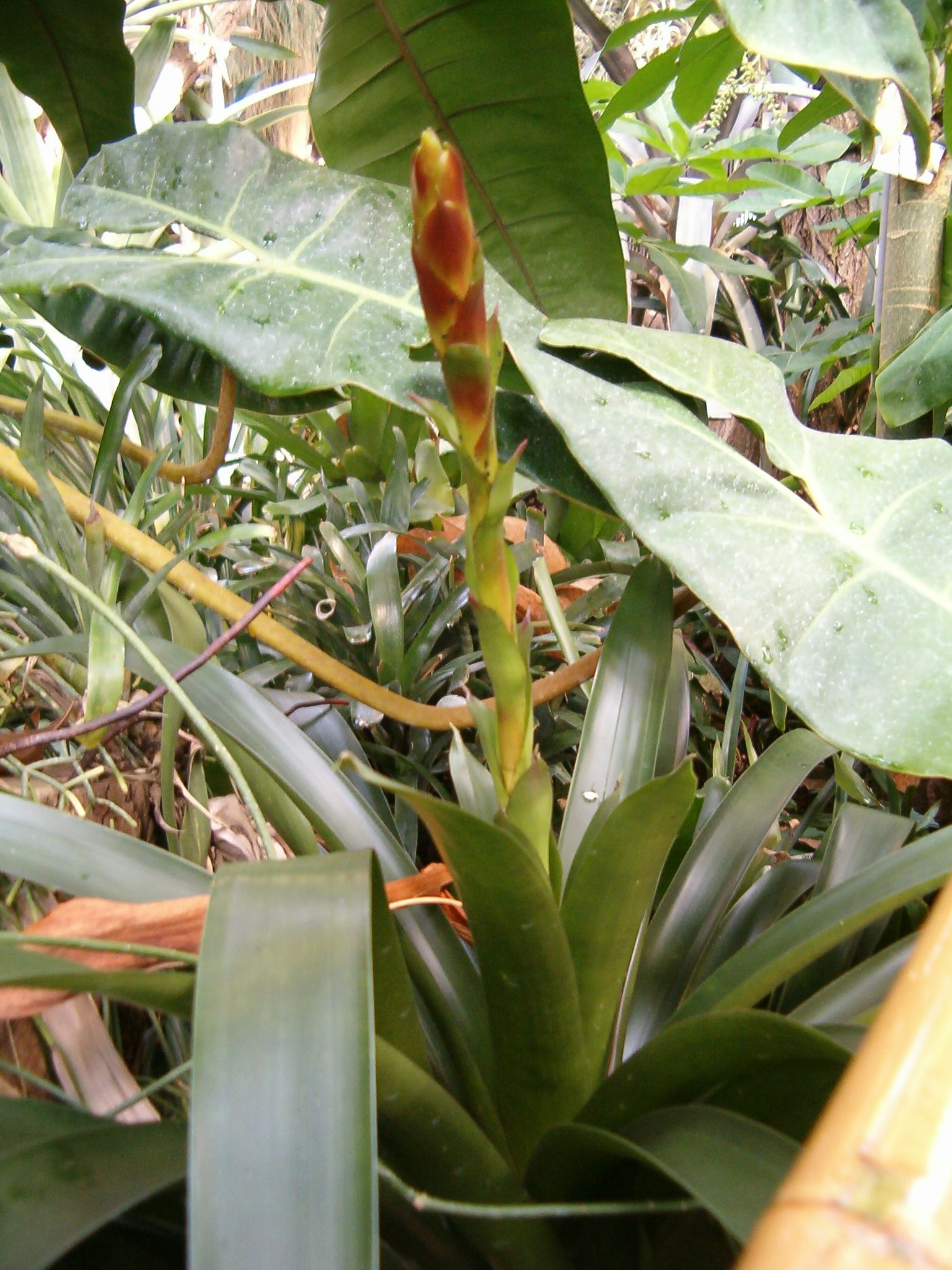
Vriesea schwackeana
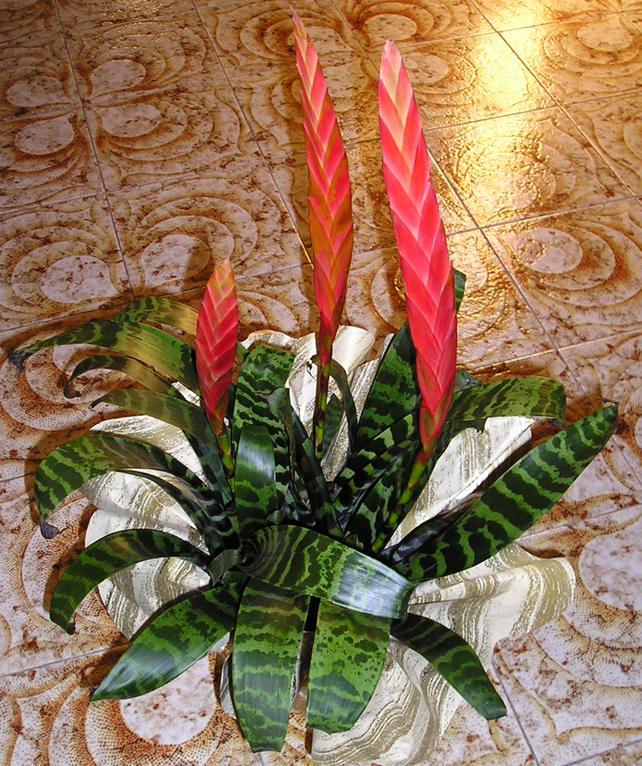
Vriesea splendens
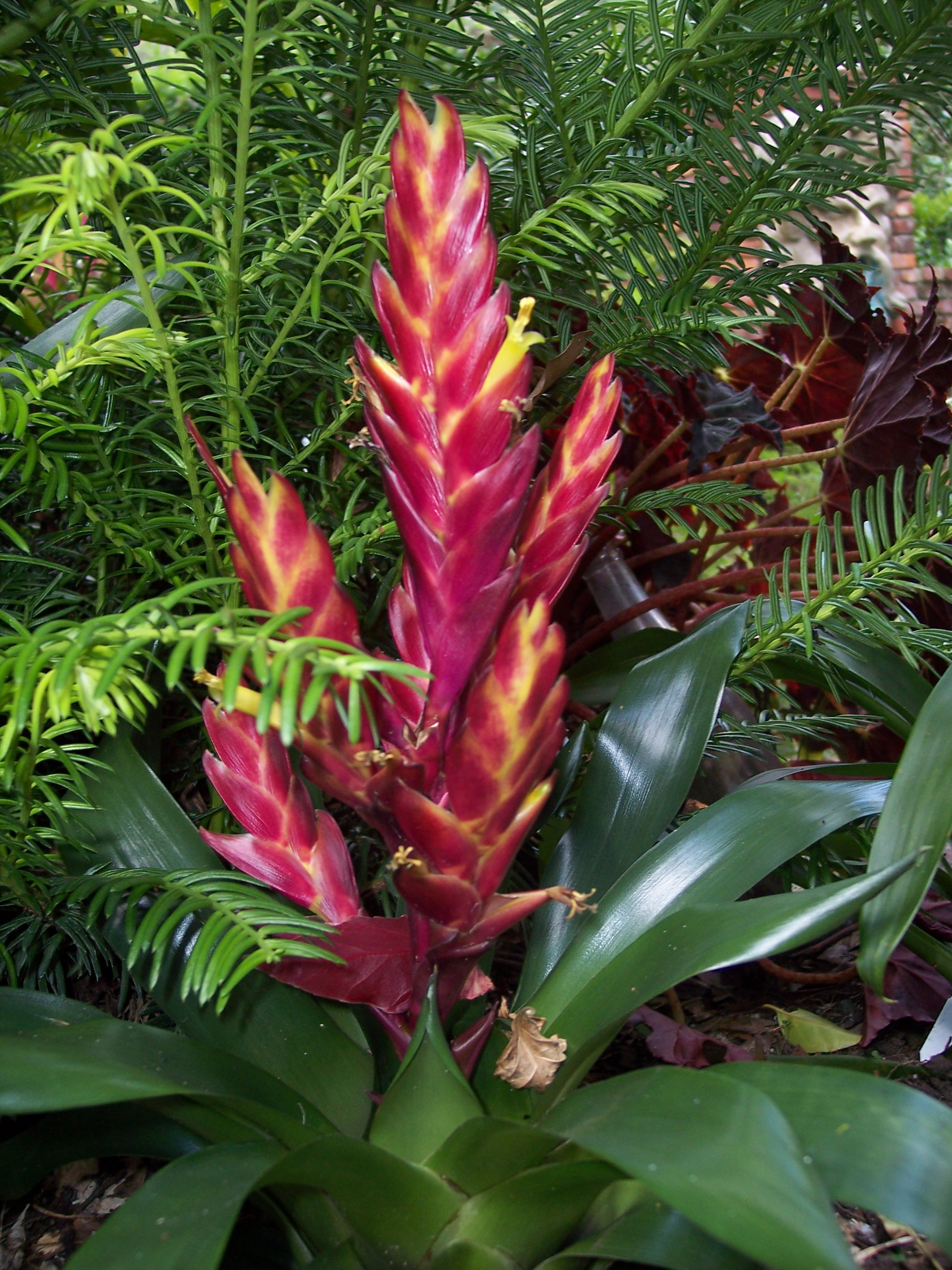
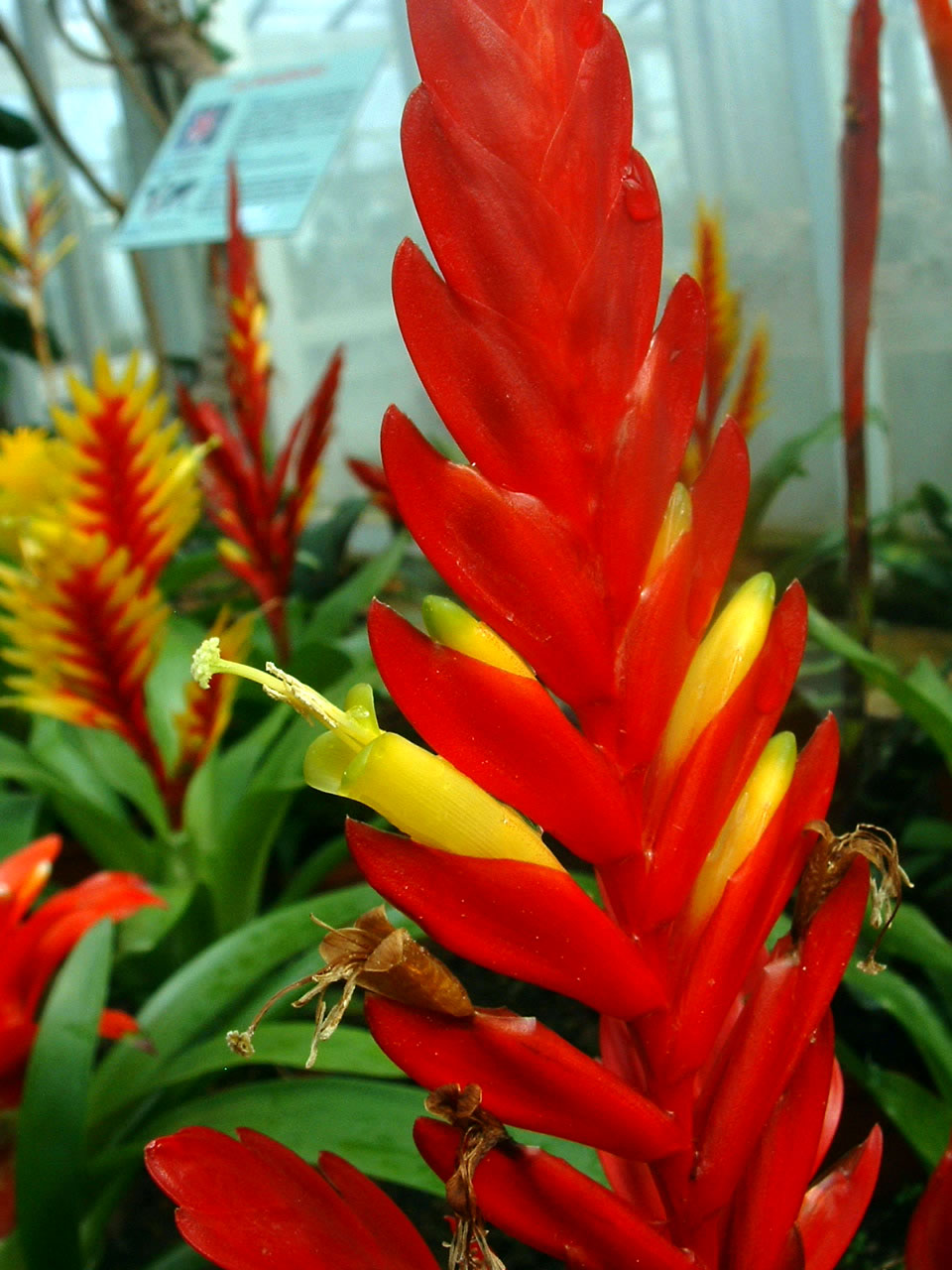